# Casimiro de Abreu Esporte Clube
Casimiro de Abreu Esporte Clube foi uma agremiação esportiva da cidade de Casimiro de Abreu, no estado do Rio de Janeiro, fundada a 30 de maio de 1975.

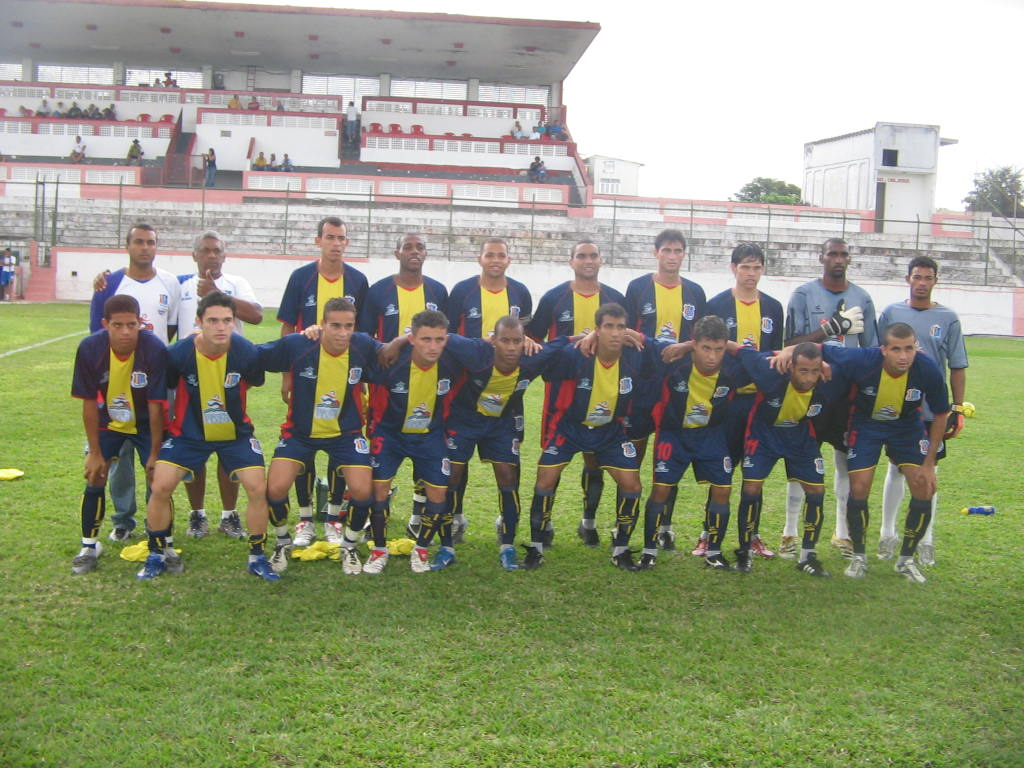
Equipe profissional do Casimiro de Abreu em 2007. Foto de Paulo Roberto Rodrigues

## História
Estreia em 2000 no Campeonato Estadual da Quarta Divisão (Série A-3) de Profissionais do Rio de Janeiro, se sagrando campeão da competição. O vice foi o União Central Futebol Clube. No mesmo ano se sagra vice-campeão da Copa Rio ao perder o título para a Associação Atlética Portuguesa.
Em 2001, é convidado a disputar o Módulo Extra, Série A-2, correspondente à Segunda Divisão, em uma fase preliminar. Fica em terceiro lugar em seu grupo, se classificando para a seguinte. Na segunda fase acaba eliminado da competição ao ficar em último lugar na sua chave, e por isso é rebaixado de divisão.
Em 2002, disputa a Terceira Divisão, sendo o campeão da competição. Na primeira fase é o líder do seu grupo, se classificando juntamente com o Esporte Clube Costeira. Na segunda fase se classifica novamente em primeiro superando Sport Club União de Marechal Hermes e Unidos do IV Centenário Futebol Clube, chegando finalmente à final contra o Artsul Futebol Clube, o qual vence em dois jogos.

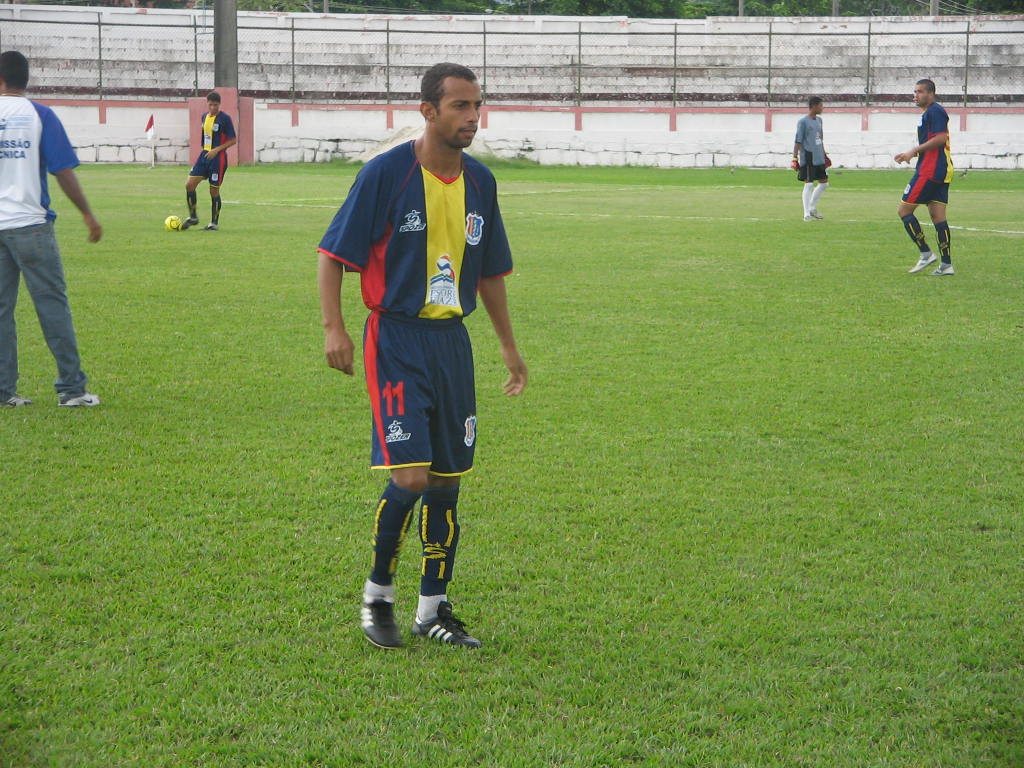
Jogadores profissionais do Casimiro de Abreu em 2007. Foto de Paulo Roberto Rodrigues

Em 2003, disputa a Segunda Divisão. Fica em quarto em seu grupo na primeira fase e é precocemente eliminado da competição.
Em 2004, a campanha é ainda pior. O clube fica na última posição em sua chave na primeira fase do certame, sendo logo eliminado, mas permanece na mesma divisão.
Em 2005, se licencia das competições de âmbito profissional. Volta em 2006 na Segunda Divisão, ficando em sétimo lugar, penúltimo em sua chave, não se classificando para a fase seguinte da competição, superando apenas o Teresópolis Futebol Clube, que acaba rebaixado.
Em 2007, na Segunda Divisão, fica em último na sua chave, na primeira fase da competição. Acaba disputando uma espécie de torneio da morte ou requalificação com outros clubes para permanecer na mesma divisão. Conseguem se salvar o Profute Futebol Clube e o Artsul Futebol Clube. Casimiro de Abreu e Rubro Social Esporte Clube caem para a Terceira Divisão.
Em 2008, se licencia das competições de âmbito profissional, feito que repete no ano seguinte. Em 2017 volta a disputar a Quarta divisão do Estadual e consegue o acesso para B2 na forma Invicta .
Suas cores oficiais são amarelo, azul e vermelho, as mesmas da bandeira do município.  Seu estádio, batizado de Ubirajara de Almeida Reis, em homenagem a um dos fundadores do clube, tem capacidade para cerca de 1.000 pessoas, de acordo com a disposição das arquibancadas tubulares.
Seu mascote é o Poetinha, em alusão ao famoso poeta que empresta seu nome ao time e a cidade. Atualmente encontra-se licenciado do futebol profissional atualmente só mantém atividades em seus quadros amadores e divisões de base.
Em julho de 2021 o clube anunciava o seu encerramento do futebol profissional por problemas financeiros, e apenas trabalhando na sede social e nas divisões de base.

## Títulos
| Estaduais | Estaduais                        | Estaduais | Estaduais  |
|           | Competição                       | Títulos   | Temporadas |
| --------- | -------------------------------- | --------- | ---------- |
|           | Campeonato Carioca - 3.ª divisão | 1         | 2002       |
|           | Campeonato Carioca - 4.ª divisão | 1         | 2000       |

### Campanhas de destaque
- Vice-campeão - Copa Rio: 2000
- 3º Colocado -  Campeonato Carioca - 4ª divisão: 2017